# Всеукраїнська літературна премія імені Зореслава
Премія імені Зореслава — всеукраїнська літературна премія.

## Історія
Премію заснували у жовтні 2008 року Закарпатська організація Національної спілки письменників України та народний депутат України, письменник та меценат Станіслав Аржевітін для вшанування та збереження пам'яті про культурно-освітнього та релігійного діяча Зореслава (о. Севастіяна Сабола (1909–2003), ім'я якого у радянські часи було під забороною. У духовних колах український поет, публіцист та доктор теології був добре знаний як отець Севастіян Чину Святого Василія Великого.
Премія Зореслава, крім естетичного рівня, оцінює твори ще й в ракурсі громадянської позиції, висвітленої в творі. Премію присуджують за патріотичні літературні твори (поезію і прозу) та наукові праці, які відкривають маловідомі сторінки української історії та культури, сприяють процесам формування і розбудови держави, досліджують літературу Закарпаття і творчу спадщину Зореслава.

## Комісія
Твори претендентів розглядає комісія, яка формується співзасновниками з-поміж відомих письменників, науковців та представників громадськості. Очолюють комісію співголови: голова Закарпатської організації НСПУ Петро Ходанич та фундатор премії Станіслав Аржевітін.

## Розмір премії
Переможці, крім диплома лауреата, отримують грошову винагороду у розмірі 3500 гривень.

## Мета
Метою літературної нагороди є підтримка діяльності літераторів та науковців, які популяризують творче надбання Закарпаття та сприяють духовному відродженню України.

## Лауреати

### 2019[1]
- у жанрі поезії — Іван Козак за книгу «На росяних отавах»,
- ієрм. Климентій Стасів, ЧСВВ — за книгу про духовних побратимів Зореслава «Чернеча офіра Христові й Вітчизні».

### 2016
- у жанрі прози — Дмитро Кешеля за роман «Притчі долини снів», опублікований у книзі «Молитва за втраченими світами»,
- у галузі літературознавства — Микола Зимомря за книгу «Образки Срібної землі» та за популяризацію українського художнього слова у польському і німецькому мовному середовищах,
- у галузі літературознавства — академік НАН України Микола Мушинка за літературознавчі праці, у яких досліджено літературу Закарпаття у контексті загальноукраїнського літературного процесу.

### 2015[2]
- у жанрі поезії — Йосиф Збіглей за книгу «Вибрані твори», яку склали нові поезії і найкращі твори із численних попередніх збірок,
- у галузі літературознавства — Іван Хланта за багаторічну роботу з дослідження літературного процесу на Закарпатті.

### 2014[3]
- у жанрі поезії — Василь Місевич за книгу «Солодкий присмак лободи»,
- у жанрі поезії — Юрій Шип за духовну лірику 2010—2014 років,
- у галузі літературознавства — Наталія Ребрик за книгу «Люби своє: Апологія Чину».

### 2013[4]
- у жанрі поезії — Дмитро Кремінь за книгу «Замурована музика. Поезії і симфонії»,
- у жанрі прози — Петро Ходанич за книгу «Косіння трави. Повість. Оповідання».

### 2012
- Мирослав Дочинець
- у жанрі прози — Іван Корсак за історичні романи «Завойовник Європи», «Немиричів ключ», «Корона Юрія ІІ».

### 2011[5]
- У жанрі прози — Іван Яцканин за прозову книжку «Втеча без вороття»,
- у галузі літературознавства — Надія Ференц за популяризацію творчості Зореслава.

### 2010[6]
- У жанрі поезії — Василь Густі за збірку «Ріка під кригою» (видавництво «Карпати»),
- у галузі літературознавства — Лідія Голомб за книги «Новаторські тенденції в українській літературі кінця XIX — перших десятиліть ХХ ст.» (видавництво «Гражда»), «Василь Пачовський. Закарпатські сторінки життя і творчості» та «Петро Карманський. Життя і творчість».

### 2009
- У жанрі поезії — Лідія Повх за збірку віршів «Секрети словоскладання» («Видавництво Олександри Гаркуші»),
- у жанрі прози — Сергій Федака за історичний роман «Карпатський кросворд» (видавництво «Карпати»).